# 西本健一郎
西本 健一郎（にしもと けんいちろう、1949年（昭和24年）11月27日 -  ）は、日本の旅行作家。

## 経歴
1949年（昭和24年）、熊本市生まれ、本人によると福岡県立修猷館高等学校を経て京都大学工学部を卒業したとされる。その後は建設会社に勤務し海外駐在を経験したが、世界の全てを見ると決断して退社した。
旅行作家としては2度の世界一周旅行、100ヶ国超の訪問国数があり、旅行記やインターネット上の随筆などの著作がある。ニフティサーブおよびインターネット上では、本人が好む緑色の靴下から、「みどりのくつした」というハンドルネームを用いており、それは西本のニックネームともなっている。また、「世界旅行者」「みどくつさん」「みど先生」と自称することもある。

## 著書
- 『間違いだらけの海外個人旅行』（宝島社新書）ISBN 978-4796618496 (2000年)
- 『これが正しい海外個人旅行』（宝島社新書）ISBN 978-4796620031 (2000年)
- 『大人の海外個人旅行』（宝島社新書）ISBN 978-4796627184 (2002年)
- 『間違いだらけの海外個人旅行』（宝島社文庫）ISBN 978-4796635424 (2003年) 内容は新書版と同一
- 『世界冷や汗ひとり旅』（宝島社）ISBN 978-4796646215 (2005年)

## 他のメディア
- スーパーニューズマガジン GON! 連載 「世界旅行者みどりのくつしたの旅行ガイドじゃわからない旅」
- 2005年「吉田照美のやる気MANMAN!」（文化放送）

## 外部サイト
- 世界旅行者「みどりのくつした」の部屋 at the Wayback Machine (archived 2016-08-01)（2016年9月）
- 世界旅行者「みどりのくつした」の部屋 at the Wayback Machine (archived 2021-02-27)（2016年9月 - 最終更新2019年11月）
- 「世界旅行主義」（最終更新2020年11月21日）
- 世界旅行者・西本健一郎 (@midokutsu) - X（旧Twitter）（最新ツイート2021年3月26日）